# آبيبي بيكيلا
آبيبي بيكيلا (7 أغسطس 1932 - 25 أكتوبر 1973) بطل أولمبي من إثيوبي فاز بماراثون الأولمبياد مرتين. ولد في جاتو ، قرية ليست بعيدة عن مينديدا ، في منطقة ميراب شيوا في ما هو الآن أوروميا. جُنّد في الحرس الإمبراطوري هيلا سيلاسي في أديس أبابا أطلق اسمه على أحد الملاعب. ولد في مدينة جاتو بإثيوبيا. حصل على الميدالية الذهبية في أولمبياد روما 1960، وكذلك في الألعاب الأولمبية الصيفية 1964 في طوكيو، كما شارك في الألعاب الأولمبية الصيفية 1968 في مكسيكو. في الألعاب الأولمبية الصيفية 1960 في روما، دربه أوني نيسكانن، وقد استطاع الفوز بعد اجتيازه المغربي راضي بن عبد السلام (الذي حصل على الميدالية الفضية) بمسافة 200 م، وقد كان حافي القدمين في ذلك الوقت. استطاع إنهاء الماراثون في ساعتين و 12 دقيقة و 11.2 ثانية، وقد كان ذلك رقماً قياسياً قبل أن يحطمه الياباني موريو شيجيماتسو.
تم التعاقد مع Onni Niskanen السويدي الفنلندي المولد، من قبل الحكومة الإثيوبية لتدريب الرياضيين المحتملين.
في 13 ديسمبر 1960،حينها كان هيلا سيلاسي في زيارة دولة إلى البرازيل نظمت قوات الحرس الإمبراطوري، بقيادة الجنرال Mengitsu Neway، وانقلاب فاشلا، معلنا الابن البكر Wossen سيلاسي آصفي لفترة وجيزة كإمبراطور. انفجرت قذائف ووقع القتال في قلب أديس أبابا، داخل قصر اليوبيل، وقتل وقتها كل من كان بقرب الإمبراطور.
بيكيلا لم يشارك في الانقلاب ولكنه بقي لفترة وجيزة قيد الاعتقال بعد الانقلاب. تم حل معظم الحرس الباقين على قيد الحياة وتم فصلهم من الخدمة. صحيفة واحدة علقت بشجاعة: «ابيبي مدين بحياته لميداليته الذهبية».
في 1961 ركض بيكيلا سباقات الماراثون في اليونان، واليابان، ومدينة كوسيتش في تشيكوسلوفاكيا، والتي فاز فيها كلها. شارك بيكيلا في عام 1963 في ماراثون بوسطن وجاء ترتيبه في الموقع الخامس 5 فقط الزمان وهي المرة الوحيدة في حياته الرياضية التي ينهى فيه ماراثونا دون أن يفوز فيه. عاد إلى إثيوبيا لينافس في ماراثون ح آخر أقيم في أديس أبابا في 1964. وفاز في هذا السباق، بإنهاء السباق في 2:23:14.
40 يوما فط قبل بدء دورة الألعاب الأولمبية الصيفية في طوكيو عام 1964 وخلال تدريب في أبابا شعر ابيبي بيكيلا بالألم. ولم يكن مدركا لسبب الألم حاول التغلب على هذا الألم ولكنه انهار واقتيد إلى المستشفى حيث تم تشخيص حالته بأنه التهاب الزائدة الدودية الحاد وخضع لجراحة، وبعد ذلك بوقت قصير وحتى خلال فترة شفائه بدأ الركض في باحة المستشفى ليلا.

## معرض صور

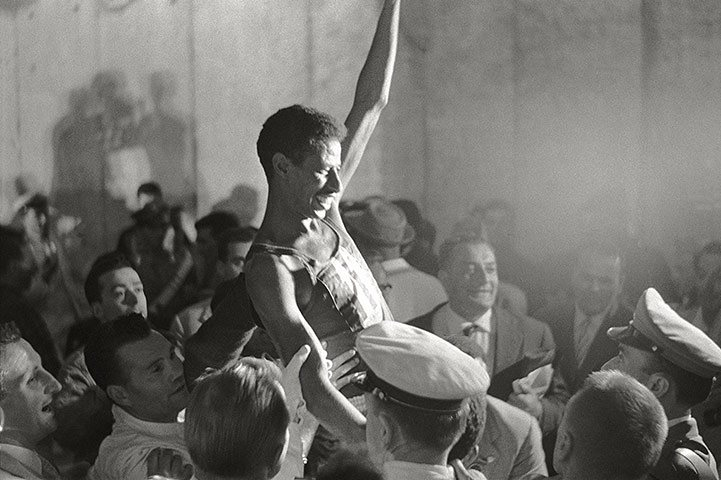
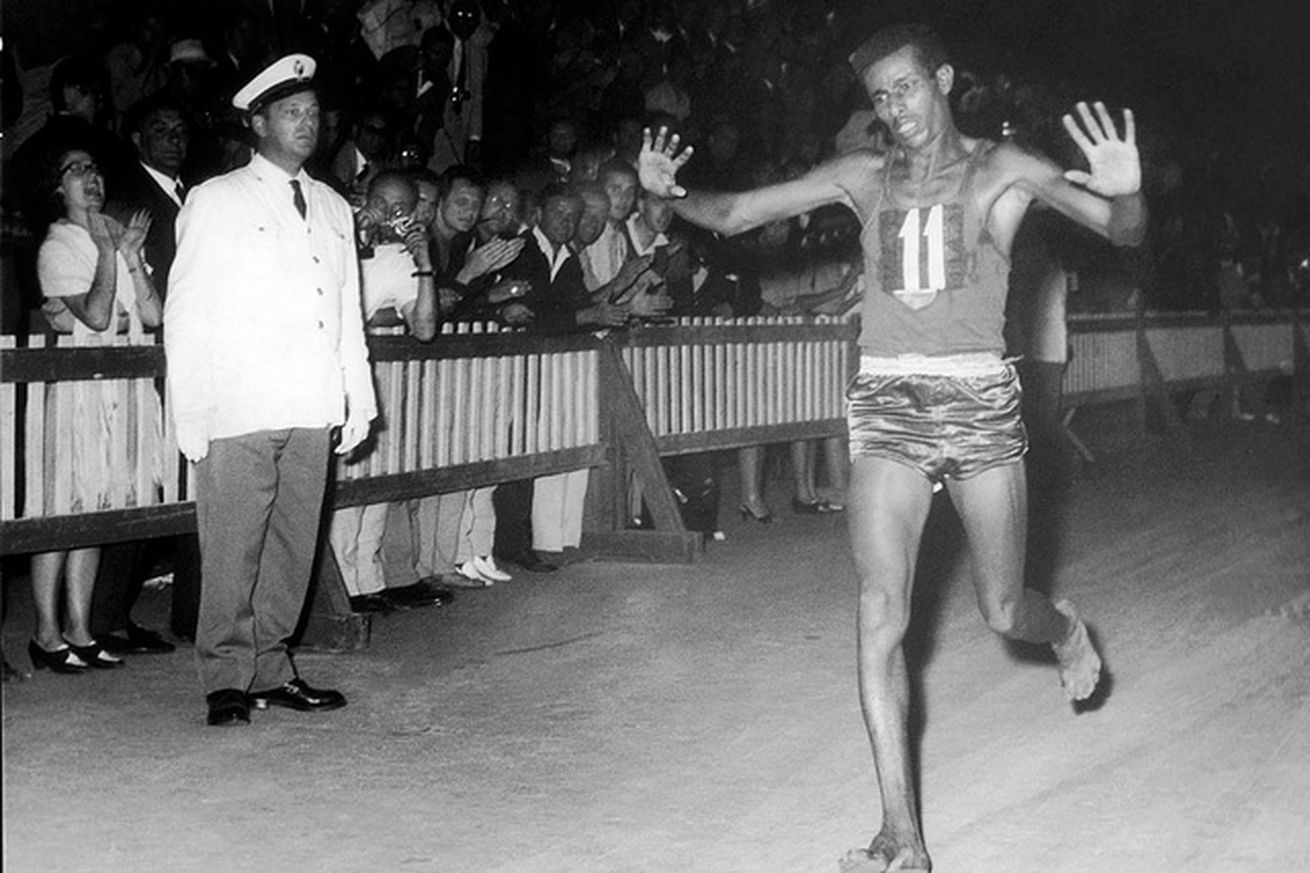
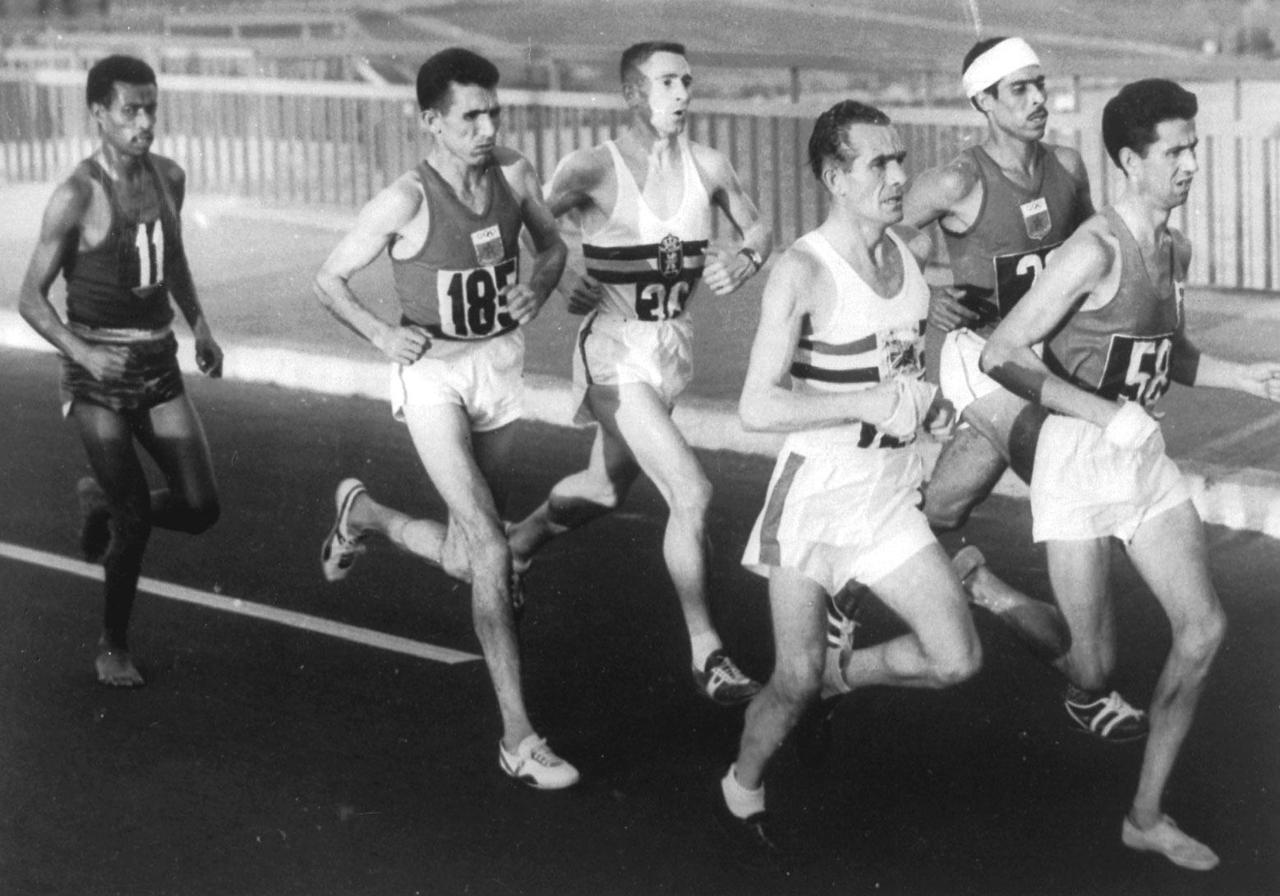
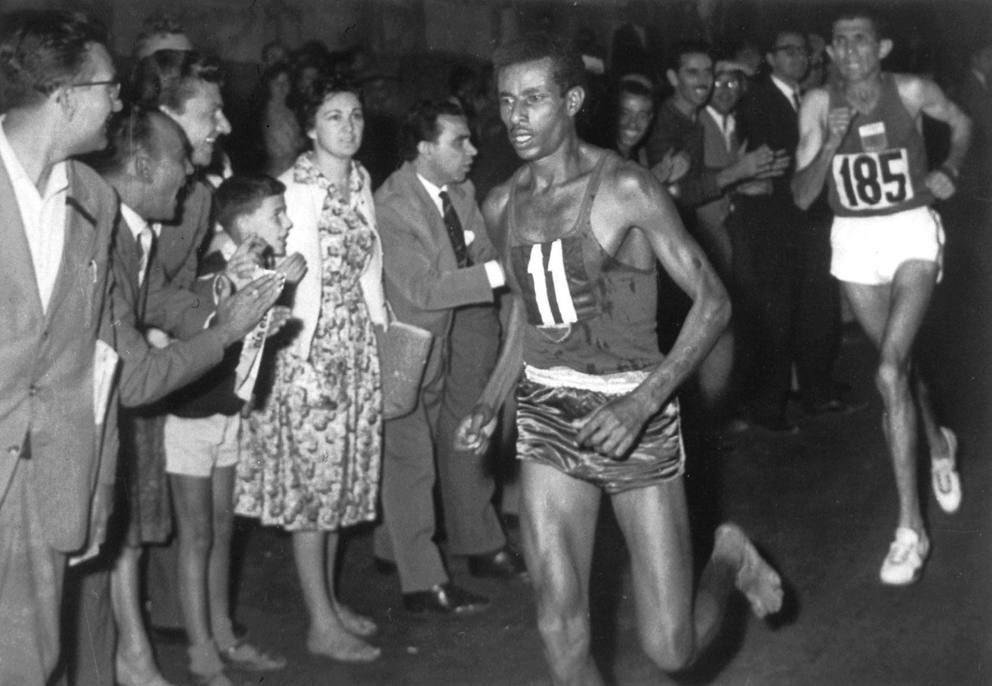

## وصلات خارجية
- آبيبي بيكيلا على موقع IMDb (الإنجليزية)
- آبيبي بيكيلا على موقع الموسوعة البريطانية (الإنجليزية)
- آبيبي بيكيلا على موقع قاعدة بيانات الفيلم (الإنجليزية)

- آبيبي بيكيلا على موقع الاتحاد الدولي لألعاب القوى (الإنجليزية)
- آبيبي بيكيلا على موقع اللجنة الأولمبية الدولية (الإنجليزية)
- آبيبي بيكيلا على موقع أوليمبيديا (الإنجليزية)